# Corrido del agrarista

## Corrido Agrarista
El Corrido Agrarista,(Himno Agrarista) Fue compuesto en conjunto por Lorenzo Barcelata (Música) y Ernesto Cortázar (Letra), fue grabado en 1929. Dicho Corrido fue adoptado como himno dentro de los actos políticos del Congreso Nacional Campesino, debido a que constantemente era interpretado por los miembros en sus actos políticos, adoptándolo de manera definitiva cuando se encontraban ya consolidados como órgano estatal e institucional después de los años cuarenta. Es mencionado en el libro Popular Movements and State Formation in Revolutionary Mexico: The Agraristas and Cristeros of Michoacan (Movimientos y formación del Estado en la México Revolucionaria, Los Agraristas y Cristeros en Michoacán), publicado por la  Duke University Press como uno de los corridos imprescindibles de la lucha Revolucionaria en México. Forma parte de la historia de la música de Tamaulipas.

## Letra
Marchemos agraristas
a los campos a sembrar
la semilla del progreso, 
marchemos siempre unidos 
sin tropiezo, laborando 
por la paz de la nación.
No queremos ya más lucha
```
entre hermanos, olvidemos 
```

los rencores, compañeros, 
que se llenen de trigo
los graneros y que surja
la ansiada redención.
Voy a empezar a cantarles 
la canción del agrarista, 
les diré muchas verdades, 
señores capitalistas.
Es el cantar de los pobres 
que en el campo trabajamos, 
los que con tantos sudores
```
nuestras tierras cultivamos
Ay... Ay... Ay...
```

Luchando por nuestro anhelo
murieron muchos hermanos,
guardemos fiel su recuerdo. 
Ay... Ay... Ay...
Luchando por nuestro anhelo
murieron muchos hermanos, 
guardemos fiel su recuerdo. 
Nuestro lema es el trabajo, 
queremos tierras y arados; 
pues la patria necesita
ver sus campos cultivados.
Cantemos todos unidos
la canción de la esperanza, 
la más bonita canción de
libertad y de unión.
Ay... Ay... Ay...
Luchando por nuestro anhelo
murieron muchos hermanos, 
guardemos fiel su recuerdo.
Marchemos agraristas
a los campos a sembrar 
la semilla del progreso, 
marchemos siempre unidos
sin tropiezo, laborando
```
por la paz de la nación
```

Ay... Ay... Ay...
Luchando por nuestro anhelo
murieron muchos hermanos,
guardemos fiel su recuerdo.
No queremos ya más luchas
entre hermanos, olvidemos
los rencores, compañeros, 
que se llenen de trigo los
graneros y que surja
la ansiada redención 